# Brachionus orientalis
Brachionus orientalis är en hjuldjursart som beskrevs av Rodewald 1937. Brachionus orientalis ingår i släktet Brachionus och familjen Brachionidae. Inga underarter finns listade i Catalogue of Life.